# 무진기행
〈무진기행〉(霧津紀行)은 김승옥이 잡지 <사상계>에 1964년 발표한 단편소설이다. 소설 제목에 인용된 무진(霧津)이라는 도시는 실재하지 않으며, 작가의 고향인 전남 순천을 모델로 하여 설정된 가상의 도시이다.

## 줄거리
주인공 윤희중은 아내의 권유로 고향 무진을 찾는다. 안개로 유명한 작은 항구 도시 무진에서 그는 옛 친구 조 서장과 후배 교사 박 선생, 그리고 음악 교사 하인숙과 어울린다. 술자리에서 하 선생은 조의 요청으로 노래를 부르고, 윤희중은 그녀에게 연민을 느낀다. 하 선생은 윤희중에게 서울로 데려가 달라며 매달리고, 그는 약속을 한다. 그러나 다음 날 서울에서 올라온 전보를 받고 무진을 떠나며 하 선생에게 전하려던 편지를 찢고, 결국 현실로 돌아간다.

## 소설을 각색하여 영상화한 작품
- 안개 - 1967년 김수용 감독 작품.
- 무진기행 - 1981년 KBS TV 문학관에서 동명의 제목으로 드라마화.